# El ritme de la venjança
El ritme de la venjança (originalment en anglès, The Rhythm Section) és una pel·lícula de thriller d'acció del 2020 dirigida per Reed Morano i amb un guió de Mark Burnell basat en la seva novel·la homònima. És protagonitzada per Blake Lively, Jude Law i Sterling K. Brown, i segueix una dona afligida que es disposa a venjar-se després de descobrir que l'accident aeri que va matar la seva família va ser un atac terrorista. En un primer moment es va estrenar amb els subtítols català més endavant es va doblar al valencià per a À Punt, que va estrenar-la el 12 d'agost de 2022.
El ritme de la venjança es va estrenar als Estats Units el 31 de gener de 2020 amb la distribució de Paramount Pictures. Va rebre valoracions diverses de la crítica, que en general va elogiar l'actuació de Lively, però van criticar la trama. La pel·lícula va ser un fracàs de taquilla, va tenir el pitjor cap de setmana d'estrena de tots els temps per a una pel·lícula que es va projectar en més de 3.000 pantalles i, dues setmanes després, la reducció més gran de pantalles quan se'n va retirar 2.955, cosa que va dur a Paramount a preveure pèrdues d'entre 30 i 40 milions de dòlars.

## Sinopsi
Una dona va patir la pèrdua de la família en un accident d'avió. Quan descobreix, en realitat, no es va tractar d’un accident, la ràbia donarà un nou sentit a la seva vida. S'endinsarà en una missió per intentar descobrir la veritat i venjar la família.

## Repartiment
- Blake Lively com a Stephanie Patrick
- Jude Law com a Iain Boyd
- Sterling K. Brown com a Marc Serra
- Max Casella com a Giler
- Geoff Bell com a Green
- Richard Brake com a Lehmans
- Raza Jaffrey com a Keith Proctor
- Tawfeek Barhom com a Reza Mohammad
- Nasser Memarzia com a Suleman Kaif
- Amira Ghazalla com a Alia Kaif